# Bobrowski Hrabia
Bobrowski Hrabia − polski herb szlachecki, odmiana herbu Jastrzębiec.

## Opis herbu
Opisy z wykorzystaniem klasycznych zasad blazonowania:
W polu błękitnym w środku podkowy złotej barkiem w dół krzyż kawalerski srebrny. Nad koroną hrabiowską hełm, z korony którego jastrząb barwy naturalnej trzymający w prawej łapie podkowę i krzyż jak na tarczy. Labry błękitne podbite z prawej srebrem, z lewej złotem.
Według Pawliszczewa tarcza powinna mieć złoty otok. Według niego hełm ma być "stalowy ze złotą kratką"

## Najwcześniejsze wzmianki
Nadany 29 czerwca 1800 roku Ignacemu Bobrowskiemu przez Franciszka II. Podstawą nadania był patent szlachecki z 1775, piastowanie przez zainteresowanego urzędów wojskiego oświęcimskiego i zatorskiego, a następnie cześnika oraz przywiązanie do domu cesarskiego. Ignacy miał się posługiwać tytułem hrabiowskim już w 1796.
Wcześniej, 29 marca 1785 tytuł hrabiowski uzyskał inny Bobrowski herbu Jastrzębiec - Michał. Nie zachował się jednak herb z jego dyplomu hrabiowskiego, ale można domniemywać, że był identyczny merytorycznie z herbem Ignacego.
W 1844 roku potomkowie Ignacego Bobrowskiego otrzymali potwierdzenie tytułu od Mikołaja I.
9 marca 1905 praprawnuk Ignacego, Adam Rufin, wraz z potomstwem oraz potomkowie hrabiów Erazma i Władysława Bobrowskich zostali wpisani do Metryki Szlacheckiej C. K. Ministerstwa Spraw Wewnętrznych.

## Herbowni
Herb ten był herbem własnym, toteż do jego używania uprawniony jest tylko jeden ród herbownych:
graf von Bobrowski.